# Răzvan Andreiana
Răzvan Nicolae Andreiana (* 23. Juli 1990 in Colibași) ist ein rumänischer Boxer im Bantamgewicht.

## Karriere
Răzvan Andreiana ist rund 1,68 m groß und begann 2003 mit dem Boxen. Bis 2008 trainierte er bei CS Mioveni und anschließend für Dinamo Bukarest. Er wurde 2005 und 2007 rumänischer Kadettenmeister sowie 2008 rumänischer Jugendmeister. Nachdem er bei den Kadetten-Europameisterschaften 2006 in Albanien das Viertelfinale erreicht hatte, gewann er 2007 die Goldmedaille bei den Kadetten-Europameisterschaften in Ungarn. Bei den Jugend-Weltmeisterschaften 2008 in Mexiko gewann er die Silbermedaille.
In der Elite-Klasse wurde er bisher 2009, 2012, 2015 und 2017 rumänischer Meister und gewann eine Bronzemedaille bei den Europameisterschaften 2011 in der Türkei. 2012/13 boxte er für das Team German Eagles in der World Series of Boxing (WSB). Zudem war Andreiana Viertelfinalist der Europameisterschaften 2010 und 2015, sowie Achtelfinalist der Weltmeisterschaften 2009, der Europameisterschaften 2013 und der Europaspiele 2015. Außerdem nahm er an den Weltmeisterschaften 2011 und 2013, ebenso an den Europameisterschaften 2017 teil.

### Auswahl internationaler Turniere
- 2017; 1. Platz beim Golden Belt Tournament in Rumänien
- 2017; 2. Platz beim Montana Belts Tournament in Frankreich
- 2015; 2. Platz beim Golden Gloves Tournament in Serbien
- 2014; 2. Platz beim Golden Belt Tournament in Rumänien
- 2013; 2. Platz beim Golden Belt Tournament in Rumänien
- 2013; 3. Platz beim Beogradski Pobednik Tournament in Serbien
- 2011; 2. Platz beim Moldavian Prime Ministry Tournament in der Republik Moldau
- 2011; 3. Platz beim Zlatko Hrbić Tournament in Kroatien
- 2008; 1. Platz beim Dan Pozniak Cup in Litauen
- 2008; 2. Platz beim Presidents Cup in Polen
- 2008; 2. Platz beim Brandenburger Cup in Deutschland